# Serhiivka, Iuriivka
Serhiivka (în ucraineană Сергіївка) este un sat în comuna Oleksandrivka din raionul Iuriivka, regiunea Dnipropetrovsk, Ucraina.

## Demografie
Componența lingvistică a localității Serhiivka
     Ucraineană (95,71%)
     Rusă (2,97%)
     Alte limbi (0,33%)
Conform recensământului din 2001, majoritatea populației localității Serhiivka era vorbitoare de ucraineană (95,71%), existând în minoritate și vorbitori de rusă (2,97%).